# Исламов, Илья Радикович
Илья Радикович Исламов (род. 11 мая 1989 года) — российский пловец в ластах.

## Карьера
В 2007 году в составе российской команды стал вице-чемпионом мира в эстафете 4×200 метров. Серебряный призёр чемпионата России, победитель и призёр Кубка Мира.
В 2008 году в составе российской команды стал вице-чемпионом Европы в эстафете 4×200 метров. Призёр чемпионата России, победитель и призёр Кубка Мира 2008 года.
В 2010 году — бронзовый призёр чемпионата России.